# Pictetia
Genre
Synonymes
- Belairia A. Rich.[2]

Pictetia est un genre de plantes à fleurs dicotylédones de la famille des Fabaceae, sous-famille des Faboideae, originaire des Grandes Antilles, qui comprend une dizaine d'espèces acceptées.

## Liste d'espèces
Selon The Plant List (22 novembre 2018) :
- Pictetia aculeata (Vahl) Urb.
- Pictetia angustifolia Griseb.
- Pictetia jussiaei DC.
- Pictetia marginata C.Wright
- Pictetia mucronata (Griseb.) Beyra & Lavin
- Pictetia nipensis (Urb.) Beyra & Lavin
- Pictetia obcordata DC.
- Pictetia pubescens Hochst.
- Pictetia spinosa (A.Rich.) Beyra & Lavin
- Pictetia sulcata (P.Beauv.) Beyra & Lavin